# السبائك الذهبية

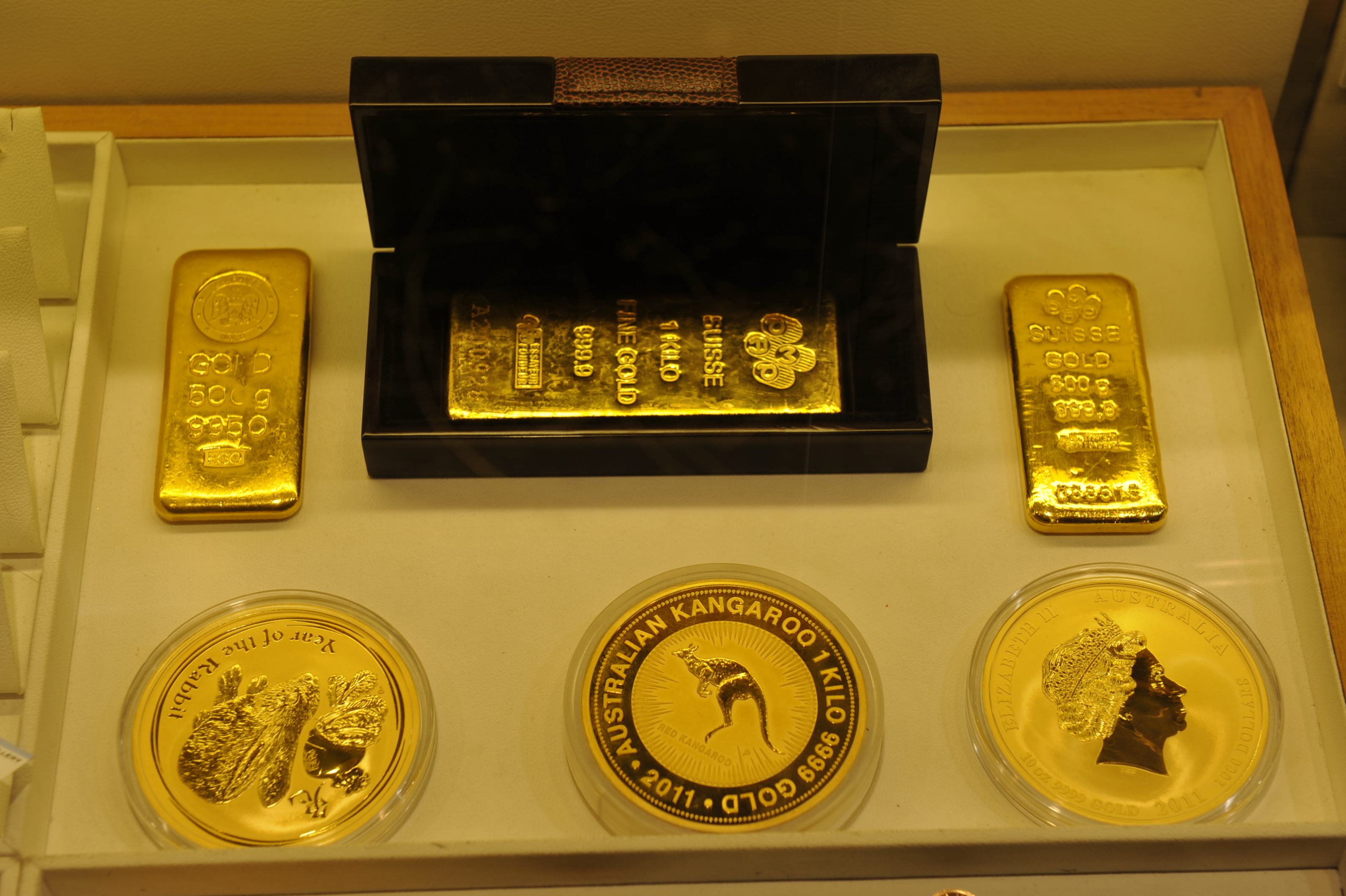
سبائك وعملات ذهبية

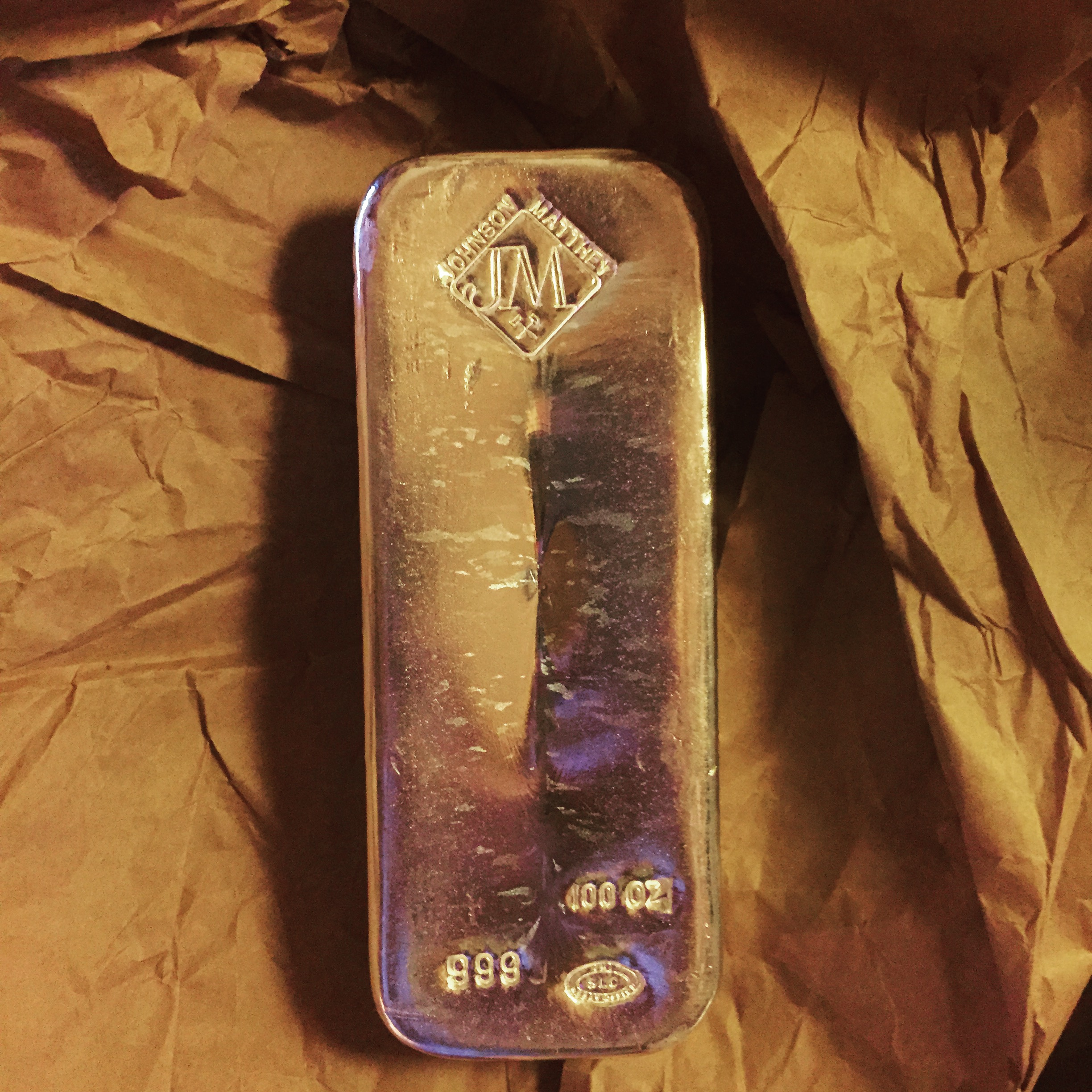
سبيكة من الفضة

السبائك هي معدن غير حديدي نقي إلى مستوى عالٍ من النقاء العنصري. يطبق المصطلح عادة على المعادن السائبة المستخدمة في إنتاج العملات المعدنية وخاصة المعادن الثمينة مثل الذهب والفضة. يأتي هذا المصطلح من المصطلح الأنجلو نورماندي لمنزل الصهر حيث يتم تنقية المعدن وفي وقت سابق من المصطلح الفرنسي بويلوون "الغليان". ومع أن سبائك المعادن الثمينة لم تعد تستخدم في صنع العملات المعدنية للتداول العام إلا أنها لا تزال يُحتفظ بها كاستثمار يتمتع بسمعة الاستقرار في فترات عدم اليقين الاقتصادي. لتقييم نقاء سبائك الذهب لا تزال تقنية التحليل بالنار التي تعود إلى قرون مضت مستخدمة إلى جانب الأجهزة الطيفية الحديثة لتحديد جودتها بدقة.

## كاستثمار
غالبًا ما تنظم هيئات السوق أو التشريعات مواصفات السبائك. ففي الاتحاد الأوروبي يعد الحد الأدنى لنقاء الذهب الذي يُشار إليه باسم "السبائك" والذي يُعامل كذهب استثماري فيما يتعلق بالضرائب هو 99.5% لسبائك الذهب و90% لعملات السبائك. قد يختار المستثمرون شراء السبائك المادية لأسباب عديدة  –  لمحاولة التحوط ضد مخاطر العملة أو مخاطر التضخم أو المخاطر الجيوسياسية أو حتى مجرد إضافة التنوع إلى محفظة الاستثمار.

## سوق السبائك في لندن
سوق السبائك في لندن هو سوق خارج البورصة لتجارة الذهب والفضة بالجملة. إذ تنسق جمعية سوق السبائك الذهبية في لندن (أل بي أم إيه) أنشطة أعضائها والمشاركين الآخرين في سوق السبائك الذهبية في لندن. وتعمل جمعية سوق لندن للسبائك على وضع وتعزيز معايير الجودة لسبائك الذهب والفضة. إن الحد الأدنى المقبول لنقاء سبائك التوصيل الجيد هو 99.5% لسبائك الذهب و99.9% لسبائك الفضة. ولا يجوز الإشارة إلى السبائك التي لها درجة نقاء أقل من هذه باسم "السبائك".

## عملات معدنية
العملات المعدنية السبائكية هي عملات معدنية ثمينة معاصرة سكتها الوكالات الرسمية لأغراض الاستثمار. حيث استخدمت بعض العملات المعدنية الذهبية كعملة طوال القرن العشرين مثل تالر ماريا تيريزا وكروجراند. ولا تدخل العملات المعدنية الحديثة عمومًا إلى التداول العام مع امتلاكها وضع العطاء القانوني والقيمة الاسمية الظاهرية. تنتج بعض العملات المعدنية الحديثة على شكل عملات تجارية وإصدارات قابلة للتحصيل وغير متداولة مثل عملات النسر الفضي الأمريكي وعملات النسر الذهبي الأمريكي. وضربات السك الخاصة تسمى سلسلة السبائك حيث تُباع السبائك الذهبية أو رقائق السبائك أو قضبان السبائك عادةً بأسعار أعلى قليلاً من سعر المعادن الثمينة السائد في السوق بما يتناسب مع محتواها من المعادن الثمينة، في حين تُباع الإصدارات القابلة للتحصيل بعلاوة كبيرة على قيمة سبائك المعادن الثمينة المنصهرة. وفي بعض الحالات يمكن أن تؤثر درجة وكميات القطع النقدية أو القضبان أو الرقائق التي تسك بوجه خاص على قيمتها كقطعة قابلة للتحصيل أيضًا ويمكن في بعض الأحيان اعتبارها قطعًا نقدية قابلة للتحصيل بدلاً من عناصر السبائك.

## الاستخدامات

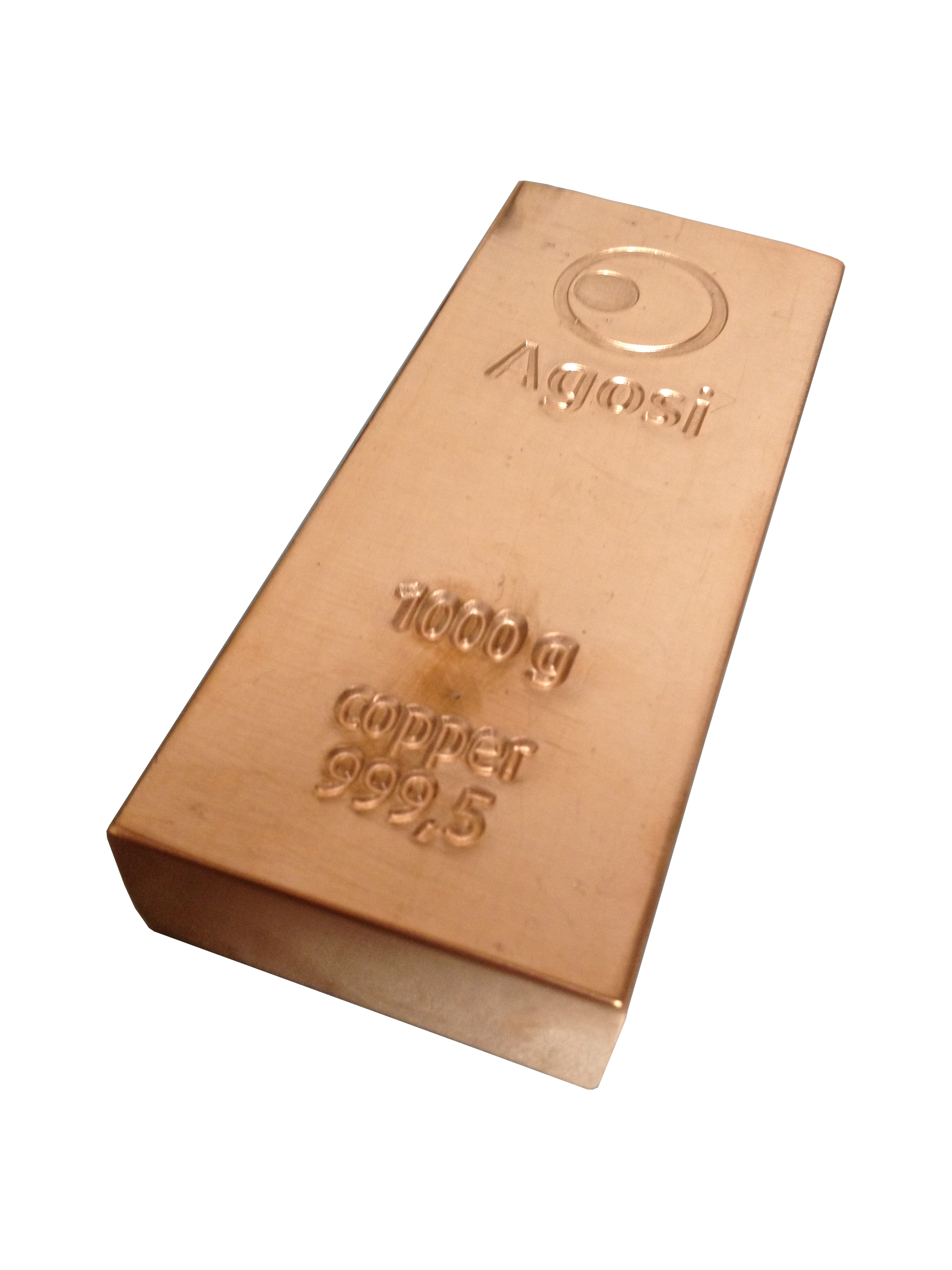
يمكن تنقية المعادن الأساسية مثل النحاس وتحويلها إلى سبائك ولكن لا تطرح لتداولها على نطاق واسع على هذا النحو.

يحظى المشاركون المحترفون في السوق بالمشاركة في أسواق السبائك مثل البنوك والمصنعين والمصافي ومشغلي الخزائن أو شركات النقل فضلاً عن السماسرة. إنهم يوفرون المرافق اللازمة لتكرير وصهر وتحليل ونقل وتجارة وتخزين سبائك الذهب والفضة. وتستخدم أطراف مهنية أخرى مثل شركات الاستثمار والمجوهرات السبائك الذهبية في سياق المنتجات أو الخدمات التي تنتجها أو تقدمها للعملاء. كما تمثل أسهم أكبر صندوق متداول للذهب في العالم -أسهم أس بيه دي آر الذهبية- سعرًا فوريًا للذهب يحاكي المشتقات، مع أن المساهمين في صناديق الاستثمار المتداولة الشهيرة للذهب مثل جي أل دي هم في الغالب دائنون غير مضمونين مما يعني أنهم لا يمتلكون سبائك ذهب مخزنة يحتمل أن تشكل أساس لصندوق الاستثمار المتداول في البورصة (إي تي أف).
غالبًا ما يفضل المستثمرون امتلاك السبائك الذهبية بطريقة مباشرة بدلاً من صناديق الاستثمار المتداولة بسبب تقليل مخاطر الطرف المقابل الكامنة. حيث يستخدم الأفراد السبائك الذهبية كاستثمار أو كمخزن للقيمة. وتعد سبائك الذهب وسبائك الفضة من أهم أشكال الاستثمارات في المعادن الثمينة المادية. كما يمكن اعتبار استثمارات السبائك الذهبية بمثابة تأمين ضد التضخم أو الاضطرابات الاقتصادية حيث يتمثل الخطر المباشر الوحيد الذي قد تتعرض له في السرقة أو المصادرة الحكومية. بالمقارنة مع العملات المعدنية يمكن عادةً شراء ألواح السبائك أو عملات السبائك وتداولها بأسعار أعلى من سعر السوق المتقلب كما أن فروق أسعار العرض والطلب أو أسعار الشراء والبيع أقرب إلى قيم المعادن الثمينة الموجودة فيها.